# Bertha Bracey
Bertha Lilian Bracey (* 1893 in Bourneville bei Birmingham; † 1989) war eine englische Lehrerin, Quäkerin, Organisatorin britischer Flüchtlingshilfeaktionen während der Nazi-Zeit und Mitorganisatiorin der Kindertransporte nach England.
Als Mitglied der englischen Quäker spielte sie eine wichtige Rolle bei der Hilfe für aus politischen und religiösen Gründen Verfolgte im Deutschen Reich der Jahre 1933 bis 1945. Am bekanntesten ist ihre Mitwirkung an den Kindertransporten, durch die vom Holocaust bedrohte jüdische Kinder aus Deutschland und umliegenden Ländern herausgebracht werden konnten.

## Jugend und Ausbildung
Bertha Bracey studierte an der Birmingham University und arbeitete nach ihrem Abschluss fünf Jahre lang als Lehrerin.

## Mitarbeit im Hilfswerk der Quäker
Mit 19 Jahren trat Bertha Bracey den Quäkern bei, Im Jahr 1921 schied sie aus dem Schuldienst aus und verbrachte danach acht Jahre (1921–1929) im internationalen Dienst der Freunde. Sie organisierte und leitete zunächst einen Jugendclub in Wien und machte dann Jugend- und Sozialarbeit in Nürnberg und Berlin. In beiden Städten organisierte sie im Rahmen dessen, was unter dem Begriff Quäkerspeisung bekannt geworden ist: Hilfe für verarmte und hungernde Menschen, besonders aber Hilfe für Kinder.
In den Jahren 1927 bis 1929 war Bertha Bracey Vertreterin der britischen Quäker im Quäkerbüro in Berlin. Ab 1929 arbeitete sie dann in der Verwaltung der Quäker-Zentrale in London, dem „Friends-House“. Sie war dort verantwortlich für Hilfsaktionen in Deutschland und in Holland. Aufgrund ihrer Aufenthalte in Deutschland erkannte sie früh die Gefahren des aufkommenden Nationalsozialismus und versuchte, hierfür in Großbritannien ein Bewusstsein zu schaffen.

## Von Bracey initiierte und unterstützte Hilfsaktionen
Im Londoner Friends-House hatte Bertha Bracey eine herausragende Führungsrolle übernommen und kümmerte sich vor allem um Hilfsappelle aus Deutschland, Österreich und der Tschechoslowakei. Am 7. April 1933 wurde hier zur Unterstützung von Flüchtlingen aus dem Deutschen Reich das Germany Emergency Committee (GEC) gegründet, das später in Friends Committee for Refugees and Aliens (FCRA) umbenannt wurde. Bertha Bracey wurde die Leiterin des GEC und verfügte bald über einen Stab von 80 freiwilligen Mitarbeiterinnen und Mitarbeitern. Ab 1939 arbeitete das Komitee mit anderen Flüchtlingshilfsorganisationen im Bloomsbury House zusammen.
Bracey hielt sich vor dem Ausbruch des Zweiten Weltkriegs immer wieder in Deutschland auf und hatte dabei auch Kontakt zu den Frankfurter Quäkern. Deren „Schreiber“ (Leiter), Rudolf Schlosser, unterhielt enge Kontakte zu Martin Buber. Auf Schlossers Vermittlung hin hatten Elisabeth F. Howard und Bertha Bracey Gelegenheit, Buber in seinem Haus in Heppenheim zu besuchen und über die Gemeinsamkeiten zwischen liberalem Judentum und liberalem Christentum zu diskutieren.

### Das Rest-Home-Projekt
Bertha Bracey und Helen W. Dixon waren die maßgebliche Initiatorinnen des Rest-Home-Projekts, das im damaligen Deutschland einen geschützten Ort für politisch Verfolgte schaffen sollte, um den Widerstand gegen das nationalsozialistische Deutschland zu stärken. Das Rest-Home bestand bis zu seiner Schließung im Jahre 1939 in dem kleinen Taunusort Falkenstein.

### Die Quäkerschule in Eerde
Für diese schließlich 1934 nach einer längeren Diskussion innerhalb der Quäkergemeinschaft in Holland gegründeten Schule war Bertha Bracey die wichtigste Geldbeschafferin. Allerdings hätte sie beinahe auch deren Gründung verhindert; noch im März 1934 plädierte sie dafür, das gesamte Schulprojekt aufzugeben und das eingeworbene Geld anderweitig für deutsche Flüchtlinge zu verwenden. Sie konnte sich mit dieser Position jedoch nicht durchsetzen, und im April 1934 wurde die Schule eröffnet.

### Die Gründung der Stoatley Rough School
Bertha Bracey half mit, für deutsche Flüchtlingskinder die Stoatley Rough School in dem Ort Haslemere in England zu gründen. Ihr Engagement hier begann, als Hilde Lion, eine der Schulgründerinnen, 1933 Kontakt zum „Germany Emergency Committee (GEC)“ aufnahm, um von diesem Hilfe für eine Schule zu erbitten, die deutsche Kinder an das britische Bildungssystem heranführen sollte. Bracey blieb der Schule bis zum Jahr 1960 eng verbunden.

### Unterstützung politischer Gefangener
Brinson und Kaczynski weisen darauf hind, dass Bertha Bracey über ihre Arbeit im GEC/FCRA hinaus an vielen Komitees und Initiativen beteiligt gewesen sei, die sich um Gefangene in Deutschland und deren Familien gekümmert hätten. So sei sie auch in die Arbeit zur Unterstützung der Familie von Carl von Ossietzky während dessen Haft im Konzentrationslager eingebunden gewesen.

### Die Kindertransporte
Bertha Bracey erkannte die Bedrohung für die Juden in Deutschland, nachdem Hitler im Jahr 1933 Reichskanzler geworden war. „Words are not adequate to tell of the anguish of some of my Jewish friends.“ Nach den Novemberpogromen 1938 besuchte sie Berlin und war danach Teil der Delegation, die mit dem britischen Innenminister Sir Samuel Hoare zusammenkam, um ihn von der Notwendigkeit einer unverzüglichen Aufnahme jüdischer Kinder aus Deutschland als Flüchtlinge in England zu überzeugen. Sie führte dann das Quäker-Team, das Teil des „Movement for the Care of Children from Germany“ wurde. Bracey wurde Sekretärin des „Inter-Church Council for German Refugees“.

### Das German Educational Reconstruction Committee (G.E.R.)
Fritz Borinski, einer der Gründer des G.E.R. berichtete, dass Bertha Bracey durch eine Spende aus einem Quäker-Fonds es erst ermöglicht habe, dass im Februar 1943 aus einem losen Emigrantenbündnis eine Organisation mit bezahlten Mitarbeitern hatte werden können.

### Rettungsaktion für überlebende Kinder aus Theresienstadt
Eine weitere Rettungsaktion organisierte Bertha Bracey 1945 kurz vor dem Ende des Krieges. In Folge des amerikanischen Vormarsches waren im KZ Theresienstadt dreihundert Waisen lebend gefunden worden. Bracey konnte erreichen, dass diese Kinder mit Hilfe des RAF-Bomber-Kommandos in ein Aufnahmelager am Lake Windermere gebracht werden konnten.

### Nachkriegsaktivitäten
Im Jahr 1946 wurde Bertha Bracey von der Alliierten Hohen Kommission für Deutschland zur Verantwortlichen für Flüchtlingsangelegenheiten ernannt; später war sie in der britischen und in der amerikanischen Zonen für Frauenfragen zuständig. Diese Tätigkeit übte sie bis zum Ausscheiden im Jahr 1953 im Alter von 60 Jahren aus.
Bertha Bracey, von der wenige persönliche Dinge überliefert sind, verbrachte ihren Lebensabend, an der Parkinson-Krankheit leidend, in einem Altersheim der Quäker.

## Auszeichnungen
Im Jahr 1942 wurde Bertha Bracey für ihre Arbeit für Flüchtlinge mit dem Order of the British Empire ausgezeichnet.

Im Jahr 2001 wurde vor dem Londoner Friends-House eine Skulptur zu Ehren von Bertha Bracey enthüllt. Eine Plakette trägt die Inschrift: 

„To honour Bertha Bracey (1893–1989) who gave practical leadership of Quakers in quietly rescuing and re-settling thousands of Nazi victims and lone children between 1933–1948.“

Bertha Bracey wurde im März 2010 für ihr Engagement von der Regierung unter Premierminister Gordon Brown posthum als „British Hero of the Holocaust“ ausgezeichnet.
In einem Beitrag auf der englischen Webseite zum Gedenken an die Kindertransporte wird auf diese beiden Ehrungen hingewiesen. Es wird aber auch darauf hingewiesen, dass Bertha Bracey und ihr Engagement einer breiten britischen Öffentlichkeit wenig bekannt ist und allmählich in Vergessenheit zu geraten droht.

## Werke
In der Datenbank WorldCat sind eine Reihe von Veröffentlichungen von Bertha Bracey verzeichnet. Bei vielen handelt es sich um Buchbesprechungen, doch es gibt auch Aufsätze über die Quäker, Displaced Persons und die Flüchtlingsproblematik.